# شهرالدین عبدالله
شهرالدین عبدالله (انگلیسی: Shaharuddin Abdullah؛ ۲۸ اوت ۱۹۴۸ – ۲۸ دسامبر ۲۰۲۳) بازیکن فوتبال اهل مالزی بود.
عبدالله، به‌همراه تیم ملی فوتبال مالزی، در بازی‌های المپیک تابستانی ۱۹۷۲ شرکت کرد.
عبدالله در ۲۸ دسامبر ۲۰۲۳، در سن ۷۵ سالگی، درگذشت.